# Paul von Schmidt (General, 1837)
Paul von Schmidt (* 14. August 1837 in Stargard; † 16. Oktober 1905 in Meiningen) war ein preußischer Generalmajor und Militärschriftsteller.

## Leben

### Herkunft
Paul war der Sohn des preußischen Generalleutnants Wilhelm von Schmidt (1799–1867) und dessen Ehefrau Adelaide, geborene von der Schleuse (1816–1849), Tochter des Generalmajors Ludwig von der Schleuse (1782–1845).

### Militärkarriere
Nach seiner Erziehung im elterlichen Haus sowie dem Besuch der Gymnasien in Sorau und Küstrin trat Schmidt nach seinem abgelegte Abiturientenexamen am 1. April 1856 als Einjährig-Freiwilliger in das 29. Infanterie-Regiment der Preußischen Armee ein. Mit der Beförderung zum Sekondeleutnant wurde er Mitte November 1857 in das Kaiser Alexander Garde-Grenadier-Regiment Nr. 1 versetzt. Nach einer kurzen Kommandierung zum Garde-Pionier-Bataillon absolvierte Schmidt ab Oktober 1861 für drei Jahre die Kriegsakademie und war im Anschluss daran zur Garde-Artillerie-Brigade sowie zur Topographischen Abteilung der Landesaufnahme des Großen Generalstabes kommandiert. Als Premierleutnant befand er sich ab Mitte Mai 1866 bei Ersatz-Bataillon und für die Dauer der Mobilmachung anlässlich des Deutschen Krieges beim mobilen IV. Bataillon. Unter Beförderung zum Hauptmann erfolgte am 18. Juni 1869 seine Versetzung als Kompaniechef in das 2. Thüringische Infanterie-Regiment Nr. 32 nach Meiningen. Im Krieg gegen Frankreich führte er seine Kompanie 1870/71 bei Weißenburg, Wörth, Sedan, Orléans, Châteaudun, Chartres, Châteauneuf und Bretoncelles sowie der Belagerung von Paris. Für sein Wirken wurde Schmidt mit dem Eisernen Kreuz II. Klasse und dem Ritterkreuz I. Klasse des Herzoglich Sachsen-Ernestinischen Hausordens mit Schwertern ausgezeichnet.
Nach dem Friedensschluss nahm er im Herbst 1875 an der Generalstabsübungsreise im Bereich des XI. Armee-Korps teil und war von Mitte Januar 1879 bis Anfang Februar 1882 als Major und Bataillonskommandeur im Kadettenkorps tätig. Anschließend kehrte Schmidt mit der Ernennung zum Kommandeur des II. Bataillons im 4. Thüringischen Infanterie-Regiment Nr. 72 in den Truppendienst zurück. Daran schloss sich am 12. Juni 1886 mit der Beförderung zum Oberstleutnant eine Verwendung als etatmäßiger Stabsoffizier im 3. Pommerschen Infanterie-Regiment Nr. 14 in Graudenz an. Unter Stellung à la suite beauftragte man Schmidt am 6. November 1888 mit der Führung des Großherzoglich Mecklenburgischen Füsilier-Regiments „Kaiser Wilhelm“ Nr. 90 und ernannte ihn eine Woche später als Oberst zum Regimentskommandeur. In dieser Stellung erhielt er den Kronen-Orden II. Klasse und das Komturkreuz des Greifenordens. Schmidt wurde am 16. Juni 1891 unter Verleihung des Charakters als Generalmajor mit Pension zur Disposition gestellt.
Er war Ehrenritter des Johanniterordens.

### Militärschriftsteller
Bereits während seiner aktiven Dienstzeit betätigte sich Schmidt als Militärschriftsteller und verfasste zahlreiche Werke zur preußischen und deutschen Militärgeschichte. Seine Darstellung der Entwicklungsgeschichte des brandenburgisch-preußischen Heeres (Der Werdegang des Preußischen Heeres) steht im Schatten späterer mehrbändiger Darstellungen wie der von Curt Jany (Die Geschichte der Preußischen Armee vom 15. Jahrhundert bis 1914.) oder von Ottomar von der Osten-Sacken und von Rhein (Preußens Heer von seinen Anfängen bis zur Gegenwart.).

## Publikationen
- Der Werdegang des Preußischen Heeres. 1903. (Digitalisat)
- Das deutsche Offizierthum und die Zeitströmungen. Verlag der Liebelschen Buchhandlung, 1892.
- Das Friedenswerk der Preußischen Könige in zwei Jahrhunderten. Festgabe für das deutsche Volk zum 18. Januar 1901. Mittler, Berlin 1900.
- Die Erziehung des Soldaten. Verlag der Liebelschen Buchhandlung, Berlin 1894. Digitalisat
- Unser Moltke: ein Vorbild für den deutschen Soldaten. Berlin 1900.
- Kaiser Wilhelm II. Zum zehnten Jahrestage seiner Thronbesteigung. Schriftenvertriebsanstalt, Berlin 1898.
- Kurzgefaßte Vaterländische Geschichte für den preußischen Soldaten. Berlin, Verlag der Liebelschen Buchhandlung, 1902.
- Deutsche Kriegertugend in alter und neuer Zeit. Der Jugend und dem Heere gewidmet. Verlag der Liebelschen Buchhandlung, 1894.
- Die Kriegsartikel vom 22. September 1902 für den Dienstgebrauch erklärt und durch Beispiele erläutert. 4. verbesserte Auflage. Liebel`sche Buchhandlung, Berlin 1904.
- Das 3. Pommersche Infanterie-Regiment Nr 14 von seiner Gründung bis zum Jahre 1888. Auf Grund der Vorarbeiten des Generals der Infanterie von Verdy du Vernois, des Premierlieutenants Werner und anderer Offiziere. Liebel, Berlin 1888. (Digitalisat)
- Das 2. Thüringische Infanterie-Regiment Nr 32 im Feldzuge gegen Frankreich 1870 und 1871. Schlesier, Berlin 1873.